# Sarah Drew
Sarah Drew (Charlottesville, 1 oktober 1980) is een Amerikaanse actrice. Ze is vooral bekend van haar rol als Hannah Rogers in de televisieserie Everwood en haar rol als Dr. April Kepner in de televisieserie Grey's Anatomy (2009-2018).
Drew was hiernaast onder meer te zien in de televisieseries Cold Case (2006), Medium (2008), Private Practice (2008), Numb3rs (2009) en Glee (2009).
Drew is getrouwd met Peter Lanfer en heeft een zoon (2012) en een dochter (2014).
- Gemeinsame Normdatei: 1064715680
- International Standard Name Identifier: 0000 0000 4743 1335
- Library of Congress Control Number: no2008033339
- MusicBrainz: 44fb7506-f2a6-4c8b-b590-650dc577d67a
- Nederlandse Thesaurus van Auteursnamen: 336463995
- Virtual International Authority File: 71194443
- WorldCat: E39PBJxhpVGrPXPwgmPtrxjcT3